# Stichaeus nozawae
Stichaeus nozawae är en fiskart som beskrevs av Jordan och John Otterbein Snyder 1902. Stichaeus nozawae ingår i släktet Stichaeus och familjen taggryggade fiskar. Inga underarter finns listade i Catalogue of Life.